# Robert Brandenberger
Robert H. Brandenberger (Berna, 1956) es un cosmólogo teórico suizo-canadiense. Se desempeña como profesor de física en la Universidad McGill en Canadá.

## Biografía
Completó su licenciatura en la Escuela Politécnica Federal de Zúrich, en Suiza, y luego recibió su doctorado en la Universidad de Harvard. Fue estudiante postdoctoral de Stephen Hawking en el DAMTP de la Universidad de Cambridge. También realizó trabajo postdoctoral en el Instituto de Física Teórica de la Universidad de California en Santa Bárbara. 
Se unió a la facultad de la Universidad Brown en 1987 y luego, en 2004, se unió a la Universidad McGill, donde es titular de la Cátedra de Investigación de Canadá (Nivel 1). También es miembro afiliado del Instituto Perimeter de Física Teórica.
Desarrolló la teoría de la cosmología de los gases de cuerdas, junto con su colega Cumrun Vafa. Esta teoría es una alternativa la cosmología inflacionaria.

## Premios y honores
Ha ganado numerosos premios por su trabajo, incluyendo la Beca de Investigación Alfred P. Sloan en 1988, el premio al Investigador Junior Destacado del Departamento de Energía en 1988, la Beca de Investigación Killam en 2009 y el Premio CAP-CRM en Física Teórica y Matemática en 2011.
Fue elegido miembro de la Sociedad Estadounidense de Física en 2001.